# Lacanobia pulchellina
Lacanobia pulchellina là một loài bướm đêm trong họ Noctuidae.